# Jan XI (papież)
Jan XI (łac. Ioannes XI, ur. w Rzymie, zm. w 935 tamże) – papież w okresie od marca 931 do grudnia 935.

## Życiorys
Pochodził z Rzymu i został kardynałem-prezbiterem od Najświętszej Marii Panny na Zatybrzu, w wieku dwudziestu kilku lat. Jego prawdziwe imię brzmiało Aleksander. Według Liber Pontificalis i Liutpranda z Cremony, Jan był nieślubnym dzieckiem Marozji i papieża Sergiusza III, a co za tym idzie pochodził z rodu Tusculum.
Papież, na prośbę opata Odona, potwierdził opiekę Stolicy Piotrowej nad opactwem w Cluny. Na początku 932 roku, cesarz bizantyński Roman I Lekapen zwrócił się do papieża z prośbą o udzielenie zgody na konsekrację jego 15-letniego syna, Teofilakta na patriarchę Konstantynopola. Jan, za namową swojej matki, zgodził się i wysłał na intronizację (27 lutego 933) dwóch biskupów jako legatów papieskich. W lecie 932, Marozja owdowiała i natychmiast poślubiła swojego szwagra króla Włoch, Hugona z Prowansji. Wkrótce potem, przyrodni brat papieża, Alberyk II, który ostro sprzeciwiał się małżeństwu matki wystąpił przeciw niej i przeciw Janowi. W grudniu 932 roku Alberyk z uzbrojonym tłumem wkroczył na Zamek Świętego Anioła, gdzie rezydowała Marozja i wtrącił ją wraz z Janem do więzienia, a następnie ogłosił się senatorem wszystkich Rzymian i księciem Rzymu. Papież został prawdopodobnie zwolniony z więzienia, lecz pozostał całkowicie podporządkowany swojemu bratu, który nałożył na niego areszt domowy na Lateranie.
Według jednej z teorii papież i Marozja zostali zamordowani pod koniec 935 roku. Jan XI został pochowany w bazylice św. Jana na Lateranie.